# Льюис, Мэтти
Мэтти Льюис (англ. Matty Lewis, родился 8 мая 1975 года) — ритм-гитарист и вокалист группы Zebrahead, уроженец Папиллиона, штат Небраска. Начал писать тексты и играть на гитаре с 12 лет.

## Jank 1000
В Омахе, в возрасте 22 лет, Мэтти сформировал группу Jank 1000 с басистом Дэнни Исгро и барабанщиком Джеком Хорроксом. Вместе они выпустили 2 независимых альбома: в 1999 «Suburban Punks Are Go!!», а в 2000 «My Love Notes And Her Death Threats». Эти альбомы некоторое время занимали вершины местных чартов, а сингл «Misty 540» часто крутили по радио.
С лета 2001 Jank 1000 подписали контракт с Тоддом Сингерманом и «Singerman Entertainment». После замены Хоррокса на Альберта Курниавана, группа отправилась в Калифорнию, играла в клубах и площадках Лос-Анджелеса, получила тёплые отзывы. Так же Jank 1000 получили похвалу на «Vans Warped Tour» в 2002. Группа решила назвать Калифорнию своим домом. В следующем году группа распалась, из-за разногласий по поводу третьего альбома. Jank 1000 перестала существовать.

## Zebrahead
В милях от дома и без группы, финансовые проблемы Льюиса заставили его продолжить учиться в Вашингтоне и Лас-Вегасе. Между тем, продолжил играть на гитаре и писать тексты, перезаписывая песни Jank 1000 в 2003—2004. В декабре 2004 Льюису позвонил Сингерман и сказал, что лидер Zebrahead, Джастин Мауриелло, покинул группу. Льюис приехал в Калифорнию, чтобы попробовать стать членом Zebrahead. Он официально вошёл в состав группы 12 марта 2005 года.

## Личная жизнь
Мэтти женат и проживает в Лас Вегасе, Невада.